# Günter Kunert
Günter Kunert, född 6 mars 1929 i Berlin, död 21 september 2019 i Kaisborstel i Steinburg i Schleswig-Holstein, var en tysk författare. 
Kunert studerade konst i Östberlin 1946–1949. Han gick med i kommunistpartiet, Tysklands socialistiska enhetsparti (SED) 1949 men kritiserade partiets teknokratiska framstegsideologi i dikter och essäer. Han uteslöts ur partiet 1977. 1979 flyttade han och hans fru, Marianne, till Västtyskland där de bosatte sig nära Itzehoe i norra Tyskland. 
Förutom lyrik har Kunert skrivit noveller, essäer, självbiografiska verk, aforismer, satirer, sagor, science fiction, radioteater, filmmanus, en roman och dramatik. Kunert var också målare och grafisk konstnär.

### Svenska
- Förrädarnas hattar 1973
- Begravningen äger rum i stillhet och andra noveller 1978

### Tyska
- Verlangen nach Bomarzo. Reisegedichte. Mit Zeichnungen des Autors. (Leipzig: Verlag Philipp Reclam Jun. und München: Carl Hanser Verlag. Identische Ausgaben. 1978)